# 馬里昂 (北卡羅萊納州)
馬里昂（英語：Marion）是一個位於美國北卡羅萊納州麥克道威縣的城市，為麥克道威縣之縣治。

## 人口
根據2020年美國人口普查的數據，馬里昂的面積為15.55平方千米，當中陸地面積為15.47平方千米，而水域面積為0.08平方千米。當地共有人口7717人，而人口密度為每平方千米496人。